# Joannes
Joannes či Johannes († květen nebo červen 425) byl uzurpátor vládnoucí jako západořímský císař v letech 423 až 425.

## Život
Poté, co císař Honorius 15. srpna 423 v Ravenně zemřel, nastalo v Itálii politické vakuum. Vláda nad celou říší formálně přešla na Honoriova synovce, východního císaře Theodosia II., který však nebyl schopen prosadit na Západě svoji autoritu. Tři měsíce po Honoriově smrti se proto chopil moci představený konceptních úředníků (primicerius notariorum) Joannes, prohlášený 20. listopadu 423 v Římě za augusta. Prokopios z Kaisareie ho popisuje jako člověka velmi jemné povahy, moudrého a neobyčejně ctnostného. Joannes na rozdíl od císařů theodosiovské dynastie toleroval všechny křesťany bez rozdílu. Před nástupem na trůn si zajistil podporu vůdčích představitelů armády a císařské byrokracie. Mezi jeho významné zastánce náležel především velitel vojska (magister militum) Castinus, jmenovaný Joannem za konzula pro rok 424. Na jeho stranu se připojil rovněž Aetius, ustavený do funkce správce císařského paláce (cura palatii). Joannes si přesto nedokázal zajistit úplnou kontrolu nad západořímskou říší. Jeho pretoriánského prefekta v Galii zavraždili vzbouření vojáci v Arelate (dnešní Arles). Místodržitel v severní Africe a Castinův protivník, comes Africae Bonifatius, se navíc zdráhal přiklonit k uzurpátorovi a zachovával loajalitu císařské dynastii. Vojenská expedice vypravená posléze do Afriky proti Bonifatiovi byla odražena.
Joannes se diplomatickými prostředky snažil dosáhnout toho, aby Východ uznal jeho povýšení do císařské hodnosti. Ihned tedy poslal do Konstantinopole svého emisara, jemuž se ale místo přijetí na Theodosiově dvoře dostalo vypovězení do vyhnanství. Theodosius dal roku 424 jmenovat caesarem svého pětiletého bratrance Valentiniana, pobývajícího se svou matkou Gallou Placidií v konstantinopolském exilu, kam se odebrali ještě za Honoriova života. Současně se začalo připravovat východní vojsko pod velením Ardabura, jeho syna Aspara a Candidiana k invazi do Itálie. Jakmile se o tom dozvěděl Joannes, vyslal Aetia se žádostí o pomoc k Hunům, neboť Aetius mezi nimi strávil část mládí jako rukojmí.
V roce 425 Ardabur vyplul s loďstvem shromážděným v Soluni směrem na západ a Aspar vytáhl po souši. Vojsko postupovalo podél pobřeží Jaderského moře na sever a dobylo dvě důležitá města, Salonu (Solin) a Aquileiu. Bouře ale rozptýlila Ardaburovu flotilu a sám její velitel upadl do zajetí, načež ho uzurpátorovi vojáci odvedli do Ravenny. Joannes se vůči němu choval vstřícně, jelikož stále doufal v možnost vyjednávání s Theodosiem. Třebaže nepříznivý vývoj událostí znejistil Aspara a Placidii, uzurpátor se rozhodl vyčkat příchodu Aetiových posil, čímž promeškal vhodnou příležitost k protiútoku. Candidianus pak obsadil četná italská města, zatímco Ardabur nahlodal věrnost Joannových přívrženců. Aspar se přiblížil k Ravenně, kde prý jakýsi pastýř provedl jeho muže bažinami obklopujícími město, a po krátkém boji se zmocnil Joanna, jehož zradili vlastní lidé. Sesazeného uzurpátora nejprve potrestali useknutím pravého zápěstí, pak ho nechali jezdit na oslu v cirku v Aquileii a nakonec popravili.
Tři dny po Joannově smrti dorazil Aetius v čele početného hunského vojska do Itálie a střetl se v krvavé a nerozhodné bitvě s Asparem. Aetius se následně dohodl s nepřáteli, štědrými dary přesvědčil většinu Hunů k návratu do svých domovů a vstoupil do služeb nové západořímské vlády. V říjnu 425 byl Placidiin syn Valentinianus III. korunován v Římě císařem Západu.